# Успенская церковь (Керчь)
Успенская церковь, Церковь Успения Святой Богородицы — православный храм в Керчи, относится к Керченскому благочинию Феодосийской и Керченской епархии Украинской православной церкви (Московский патриархат). Находится по адресу улица Ульяновых 31/52.

## История
Статский советник А. В. Новиков в 1903 году пожертвовал участок земли под строительство храма в районе поселка Старый Карантин (ныне мкр. Аршинцево города Керчи), где проект губернского архитектора А. И. Карапетова скоро был одобрен и началось строительство. 15 февраля 1907 года состоялось освещение храма в честь Вознесения Господня. Храм был рассчитан на 350—450 человек, имел высотой 18,1 метров. Он имел 3 входа, колокольню 19 метров, был обнесен каменным забором. Внутри имелся деревянный иконостас. 24 марта 1930 года храм был переоборудован в сельский клуб, купола сняты, церковная утварь вынесена. В 1943 году было повторное освящение храма в честь Успения Пресвятой Богородицы, одна из вероятных причин изменения освящения было связано с тем, что община получила древний образ Божьей Матери «Троеручица» из древней еникальской Успенской церкви. Большую часть времени настоятелем был Иоасаф Краплин с 1953 года и до 1999 года. Сейчас настоятелем является его сын Владимир. В 2007 году был произведен ремонт кровли, центрального купола и колокольни, заменен иконостас и обновлена роспись.

## Престольный праздник
- Успение Пресвятой Богородицы — 28 августа

## Адрес
Республика Крым, г. Керчь, ул. Ульяновых 32/52.